# Tác phẩm nghệ thuật
Một tác phẩm nghệ thuật hoặc đối tượng nghệ thuật là một vật phẩm có tính thẩm mỹ hoặc một sáng tạo có tính nghệ thuật. Ngoại trừ "tác phẩm nghệ thuật", có thể được sử dụng cho bất kỳ tác phẩm nào được coi là nghệ thuật theo nghĩa rộng nhất của nó, bao gồm các tác phẩm từ văn học và âm nhạc, các thuật ngữ này chủ yếu áp dụng cho các hình thức nghệ thuật thị giác hữu hình:
- Một ví dụ về mỹ thuật, như một bức tranh hoặc vật điêu khắc.
- Một vật thể đã được thiết kế đặc biệt cho sự hấp dẫn thẩm mỹ của nó, chẳng hạn như một món đồ trang sức.
- Một đối tượng đã được thiết kế cho sự hấp dẫn thẩm mỹ cũng như mục đích chức năng, như trong thiết kế nội thất và nhiều nghệ thuật dân gian.
- Một đối tượng được tạo ra vì lý do chủ yếu hoặc hoàn toàn chức năng, tôn giáo hoặc phi thẩm mỹ khác đã được đánh giá cao như nghệ thuật (thường sau này, hoặc bởi người ngoài văn hóa).
- Một bức ảnh, phim hoặc chương trình máy tính trực quan, chẳng hạn như một trò chơi video hoặc hoạt hình máy tính
- Một tác phẩm nghệ thuật sắp đặt hoặc nghệ thuật khái niệm.

Được sử dụng rộng rãi hơn, thuật ngữ này ít được áp dụng cho:
- Một công trình tốt về kiến trúc hoặc thiết kế cảnh quan
- Một tác phẩm biểu diễn trực tiếp, như nhà hát, ba lê, opera, nghệ thuật biểu diễn, buổi hòa nhạc và nghệ thuật biểu diễn khác, và những sáng tạo không phù hợp khác, không hữu hình.

Bài viết này là có liên quan với các điều khoản và khái niệm được sử dụng trong và áp dụng cho các nghệ thuật thị giác, mặc dù các lĩnh vực khác như thính giác - âm nhạc và viết - văn học có vấn đề và triết lý tương tự. Thuật ngữ objet d'art được dành để mô tả các tác phẩm nghệ thuật không phải là tranh vẽ, tranh in, tranh vẽ hoặc tác phẩm điêu khắc cỡ lớn hoặc trung bình, hoặc kiến trúc (ví dụ như hàng gia dụng, tượng nhỏ, v.v., một số hoàn toàn mang tính thẩm mỹ, một số cũng thực tế). Thuật ngữ oeuvre được sử dụng để mô tả toàn bộ công việc được hoàn thành bởi một nghệ sĩ trong suốt sự nghiệp.

## Định nghĩa
Một tác phẩm nghệ thuật trong nghệ thuật thị giác là một vật thể hai hoặc ba chiều vật lý được thực hiện một cách chuyên nghiệp hoặc được xem xét để thực hiện chức năng thẩm mỹ độc lập chủ yếu. Một đối tượng nghệ thuật duy nhất thường được nhìn thấy trong bối cảnh của một phong trào nghệ thuật hoặc thời đại nghệ thuật lớn hơn, chẳng hạn như: một thể loại, quy ước thẩm mỹ, văn hóa, hoặc sự phân biệt khu vực-quốc gia.  Nó cũng có thể được coi là một vật phẩm trong "cơ thể của tác phẩm" hoặc oeuvre của một nghệ sĩ. Thuật ngữ này thường được sử dụng bởi: bảo tàng và người phụ trách bảo tàng di sản văn hóa, công chúng quan tâm, các cộng đồng nhà sưu tập nghệ thuật, và phòng trưng bày nghệ thuật.
Các đối tượng vật lý ghi lại các tác phẩm nghệ thuật phi vật chất hoặc khái niệm, nhưng không tuân thủ các quy ước nghệ thuật có thể được định nghĩa lại và phân loại lại thành các đối tượng nghệ thuật. Một số tác phẩm ý tưởng và sẵn sàng ra lò của Dada và Neo-Dada sau này đã được coi là tác phẩm nghệ thuật. Ngoài ra, một số kết xuất kiến trúc và mô hình của các dự án chưa xây dựng, như các sản phẩm của Vitruvius, Leonardo da Vinci, Frank Lloyd Wright và Frank Gehry, là những ví dụ khác.
Các sản phẩm của thiết kế môi trường, tùy thuộc vào ý định và thực hiện, có thể là "tác phẩm nghệ thuật" và bao gồm: nghệ thuật đất, nghệ thuật đặc trưng của địa điểm, kiến trúc, vườn, kiến trúc cảnh quan, nghệ thuật sắp đặt, nghệ thuật trên đá và tượng đài cự thạch.
Định nghĩa pháp lý của "tác phẩm nghệ thuật" được sử dụng trong luật bản quyền.